# Casalborgone
Casalborgone (Casalborgon in piemontese) è un comune italiano di 1 873 abitanti della città metropolitana di Torino in Piemonte.

## Storia
La prima menzione scritta di un insediamento nel territorio di Casalborgone risale ad un diploma del 7 maggio 1000, con cui il vescovo di Vercelli ottenne dall'imperatore Ottone III, oltre a possedimenti confiscati ad Arduino d'Ivrea, la conferma di altre località, alcune dell'area collinare a sud del Po.
In una pergamena del 1265, conservata a Chivasso, si usa per la prima volta il toponimo Casale Bergonis.

### Simboli
Lo stemma e il gonfalone sono stati concessi con DPR del 30 maggio 1974
Stemma
Gonfalone

## Monumenti e luoghi d'interesse
- Castello sito in Via Broglia, 3. Imponente costruzione circondata da un notevole parco giardino, è attualmente un Hotel con ristorante di lusso.

## Società

### Evoluzione demografica
Abitanti censiti

### Etnie e minoranze straniere
Secondo i dati Istat al 31 dicembre 2017, i cittadini stranieri residenti a Casalborgone sono 107, così suddivisi per nazionalità, elencando per le presenze più significative:
1. Romania, 58

## Cultura

### Biblioteca
La prima biblioteca di Casalborgone venne fondata nei primi anni del '900 da un gruppo di cittadini come Biblioteca Circolante, ed ebbe grande supporto dalla Società Operaia: durante questo periodo, raccolse la maggior parte del suo patrimonio librario, a partire da volumi pubblicati nel XVIII secolo. Durante gli anni del fascismo, proseguì la sua attività offrendo anche volumi assegnati dal Littorio. È presente nella sua sede attuale dal 1998, come biblioteca comunale.
Lo statuto della prima biblioteca è tuttora conservato in sede.

## Amministrazione
Di seguito è presentata una tabella relativa alle amministrazioni che si sono succedute in questo comune.
| Periodo          | Periodo        | Primo cittadino       | Partito              | Carica              | Note   |
| ---------------- | -------------- | --------------------- | -------------------- | ------------------- | ------ |
| 20 novembre 1986 | 18 maggio 1990 | Franco Chiapino       | lista civica         | Sindaco             | [ 10 ] |
| 18 maggio 1990   | 25 maggio 1991 | Franco Chiapino       | lista civica         | Sindaco             | [ 10 ] |
| 25 maggio 1991   | 19 maggio 1993 | Gino Carli            | lista civica         | Sindaco             | [ 10 ] |
| 5 giugno 1993    | 24 aprile 1995 | Giovanna Pentenero    | lista civica         | Sindaco             | [ 10 ] |
| 24 aprile 1995   | 14 giugno 1999 | Giovanna Pentenero    | -                    | Sindaco             | [ 10 ] |
| 14 giugno 1999   | 14 giugno 2004 | Giovanna Pentenero    | centro               | Sindaco             | [ 10 ] |
| 14 giugno 2004   | 8 giugno 2009  | Franca Chiapino       | lista civica         | Sindaco             | [ 10 ] |
| 8 giugno 2009    | 7 ottobre 2011 | Amos Giardino         | lista civica         | Sindaco             | [ 10 ] |
| 7 ottobre 2011   | 7 maggio 2012  | Maria Pia Terracciano |                      | Comm. straordinario | [ 10 ] |
| 7 maggio 2012    | 11 giugno 2017 | Francesco Cavallero   | lista civica Insieme | Sindaco             | [ 10 ] |
| 11 giugno 2017   | 13 giugno 2022 | Francesco Cavallero   | lista civica Insieme | Sindaco             | [ 10 ] |
| 13 giugno 2022   | in carica      | Francesco Cavallero   | lista civica Insieme | Sindaco             | [ 10 ] |